# Nicéphore Soglo
Nicéphore Soglo (ur. 29 listopada 1934 w Lomé) – beniński polityk, premier (1990–1991) i prezydent Beninu (1991–1996). Burmistrz Kotonu w latach 2003 - 2015.
Od 1994 przywódca (od 1999 jako honorowy przewodniczący) Partii Odrodzenia Beninu (PRB).

## Życiorys
Absolwent prawa i ekonomii na paryskiej Sorbonie, po ukończeniu studiów powrócił do Beninu (ówczesnego Dahomeju). Po przewrocie dokonanym przez Mathieu Kérékou opuścił kraj obejmując różne stanowiska w Międzynarodowym Funduszu Walutowym oraz Banku Światowym.
Po przemianach na przełomie lat 80. i 90. (odejście od systemu jednopartyjnego w kierunku systemu demokratycznego), 12 marca 1990 Soglo objął tekę premiera Beninu.
W pierwszych w historii Beninu wyborach prezydenckich w 1991 pokonał byłego dyktatora Beninu Mathieu Kérékou otrzymując 67,73% głosów. Podczas swej prezydentury Soglo podjął działania zmierzające do restrukturyzacji gospodarki Beninu co nie przysporzyło mu popularności społeczeństwa. Mimo to doceniono jego działania na rzecz rozwoju demokracji oraz obrony praw człowieka. W 1996 utracił stanowisko prezydenta na rzecz Mathieu Kérékou, w elekcji w 2001 po raz kolejny został pokonany przez Kérékou.